# Neokotus sanfranciscanus

Estudo de parte dos fragmentos de ossos do Neokotus sanfranciscanus. As figuras M, N e O referem-se à falange ungueal. Ela apresenta uma base bastante achatada, o que não ocorre com nenhum outro lagarto conhecido (imagem reproduzida do artigo publicado no periódico Communications Biology)

O Neokotus sanfranciscanus é o mais antigo lagarto da ordem dos Squamata (cobertos de escamas) a ter vivido na América do Sul.
"O nome Neokotus vem do grego e significa “novo e estranho”. Foi adotado porque esse animal se diferencia de todas as outras espécies de Squamata por várias características morfológicas. Quanto ao qualificativo sanfranciscanus, este se refere ao fato de o lagarto ter sido encontrado na bacia do rio São Francisco, na Formação Quiricó", explica a FAPESP.

## Morfologia
Era um lagarto de pequeno porte, de cerca de 10 cm de comprimento, com o corpo coberto de escamas.
“Uma das peculiaridades morfológicas do Neokotus é o formato de sua falange ungueal. Esse osso constitui a ponta do dedo ou falangeta. É ele que porta a unha nos humanos e a garra em vários outros animais. No Neokotus, a parte de baixo da falange ungueal é bastante achatada, o que não ocorre com nenhum outro lagarto conhecido. Outra peculiaridade é que seus dentes tinham bases robustas e afinavam e se encurvavam para dentro nas extremidades", escreve a FAPESP.

## Habitat
Segundo estimativas, este tipo de lagarto ocupou todo globo terrestre. "Embora o supercontinente da Pangeia já não existisse mais, as terras continentais ainda estavam relativamente próximas umas das outras, permitindo grande dispersão da fauna”, escreve a FAPESP.

## Descoberta de fósseis no Brasil
Fósseis do réptil foram encontrados "por acaso" no norte de Minas Gerais, na Formação Quiricó da bacia do Rio São Franciscopelo professor, biólogo e paleontólogo da UFMG Jonathas Bittencourt.  Estima-se que nesta região ele tenha vivido há mais de 130 milhões de anos.